# 城南街道 (汕头市)
城南街道是中国广东省汕头市潮阳区所辖的一个街道，位于潮阳城区南部，西部与潮南区井都镇相接，东部与濠江区相连。于1995年4月棉城撤镇分拆成三个街道办事处时设立。区域总面积29.8平方公里，下辖新华居委会、五响居委会、新宫居委会、后双园居委会、口美居委会、龙井居委会、五仙居委会、东内居委会、沧洲居委会、大南居委会、凤上居委会、凤北居委会、凤南居委会、凤东居委会等14个社区居委，至2003年末总人口108651人。

## 行政区划
城南街道下辖以下村级行政区划单位
新宫社区、五响社区、新华社区、龙井社区、后双园社区、口美社区、五仙社区、东内社区、沧洲社区、大南社区、凤北社区、凤东社区、凤上社区和凤南社区。